# ترافوا

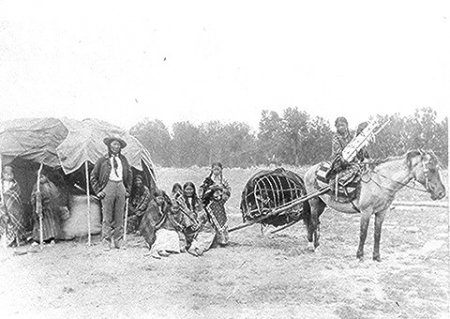
عائلة من قبيلة شايان تستخدم عربة ترافوا تجرها الخيول، عام 1890

الترافوا (/ˈtrævwɑː/؛ الفرنسية الكندية، من travail الفرنسية) هي مزلجة هيكلها على شكل حرف A تستخدم لسحب الأحمال على الأرض، وخاصةً من قبل هنود السهول في أمريكا الشمالية. وهو يتكون عادة من ساريتين متوازيتين تقريبًا، يدعمان منصة عمودية. نهاية الساريتين تستقر على الأرض.

## الاستخدامات التاريخية
كان يتم جرّ الترافوا بواسطة الثيران منذ فترة مبكرة من العصر الحجري الحديث، إذ تم اكتشافها في الموقع الأثري في شالين في إقليم جورا الفرنسية. لذا فقد تم استخدامها منذ القرن الثاني عشر قبل الميلاد.
بعض القبائل الأمريكية الأصلية في السهول الكبرى لا تزال تستخدمها في ترحالها. وكانت تسحب بالأذرع أو بالكلاب أو بالخيول.

## الصنع والاستخدام
تتألّف الترافوا بالأساس من منصة أو شبكة مثبّتة على عارضتين طويلتين، مربوطتين إلى إطار على شكل حرف A؛ وكان الإطار يُسحب بحيث يكون الطرف المدبب الحاد إلى الأمام. وفي بعض الأحيان كان الطرف الحاد من الإطار يُثبَّت بواسطة عمود ثالث مربوط عبر العارضتين.
كان يتم جر المزلجة باليد، وفي بعض الأحيان يتم تزويدها بحزام كتف من أجل جر أكثر كفاءة، أو يتم جرها بواسطة كلاب أو خيول (بعد إدخال الخيول في القرن السادس عشر من قبل الإسبان).
يمكن تحميل الترافوا إما عن طريق تكديس البضائع فوق الإطار العاري وربطها في مكانها، أو عن طريق شد القماش أو الجلد أولاً فوق الإطار لحمل الحمولة التي سيتم سحبها.
على الرغم من اعتبارها أكثر بدائية من أشكال النقل التي تعتمد على العجلات، إلا أنه بناءً على نوع المنطقة التي استُخدمت فيها العربات (أرضيات الغابات، والتربة اللينة، والثلوج، وما إلى ذلك)، بدلاً من الطرق، كانت العجلات ستواجه صعوبات كانت لتجعلها أقل كفاءة. وعلى هذا النحو، استُخدمت الترافوا من قبل ناقلي الأخشاب الكنديين في تجارة الفراء في أمريكا الشمالية في فرنسا الجديدة مع قبائل السهول.
من الممكن أن ينقل الشخص وزنًا أكبر على الترافوا مما يمكن حمله على الظهر.

## أصل الكلمة
أصل كلمة «ترافوا» غير واضح. وفقًا لخزانة اللغة الفرنسية، ربما يمكن أن يكون مشتقًا من الكلمة الفرنسية القديمة«tref» (عارضة، انظر فرجة)، مع اللاحقة «-ois».
تشتق القواميس الإنقليزية عمومًا هذه الكلمة من شكل فرنسية كندية من «travail» (شغل)، بالمعنى العام للعوارض، والتي يمكن بمساعدتها إخضاع الحيوانات الكبيرة، إما لتركيب حدواتها أو لمعالجتها. بهذا المعنى فإن جمع كلمة «travail» (شغل) هو «travails» (أشغال).

## معرض الصور

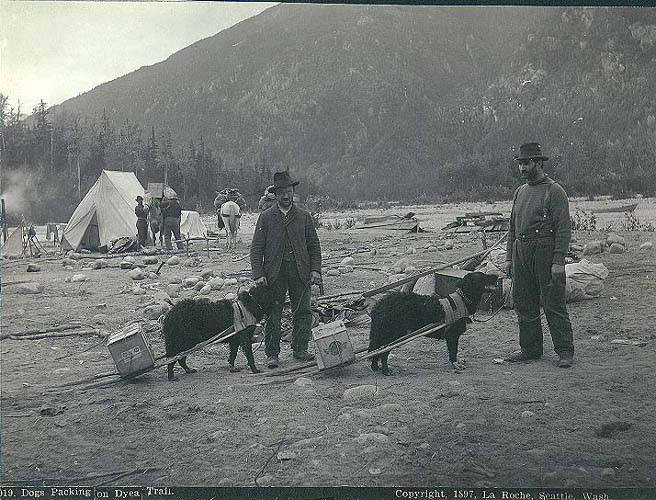
كلاب ترافوا، ألاسكا 1897
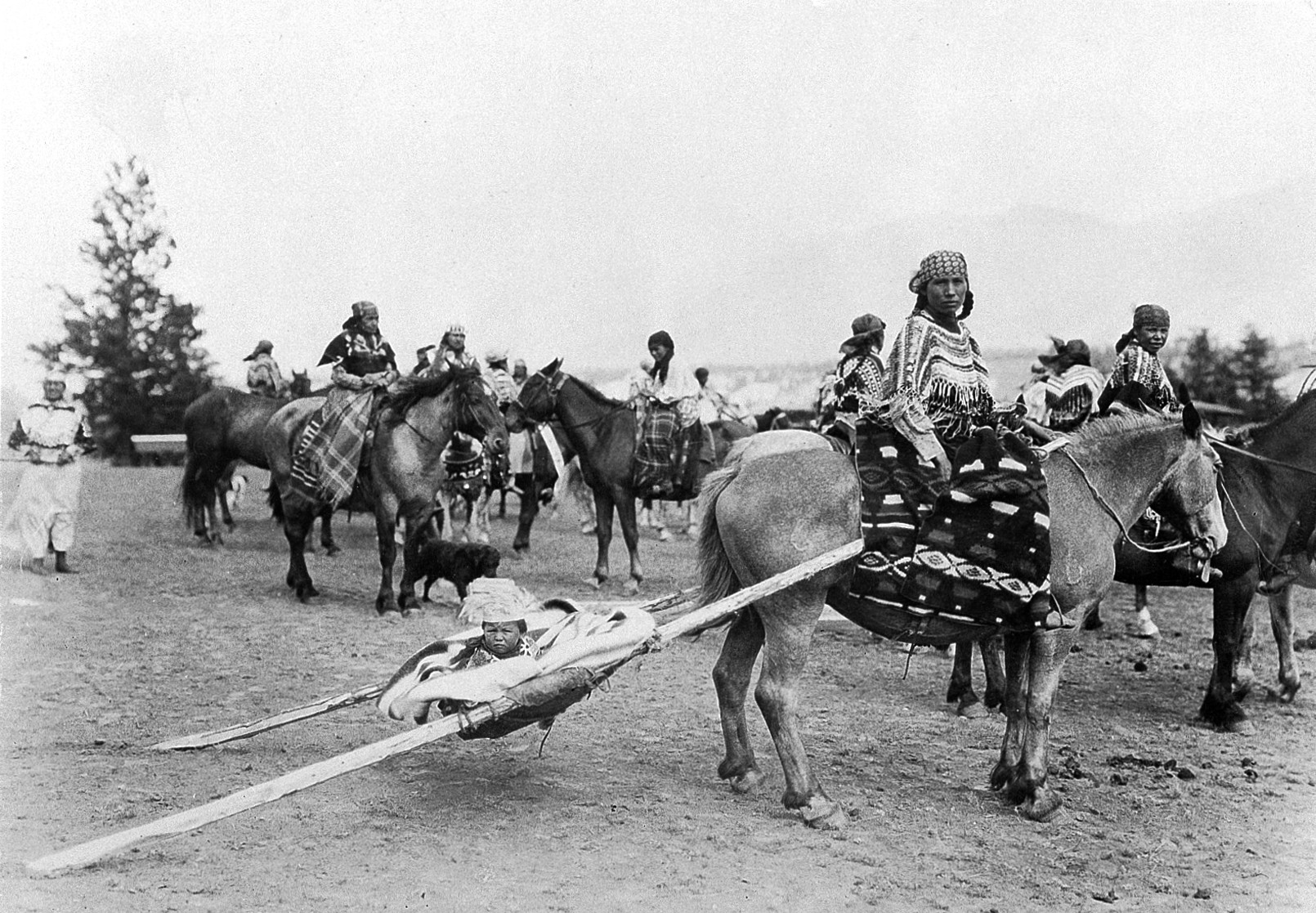
ركوب الخيل مع ترافوا، كندا 1922
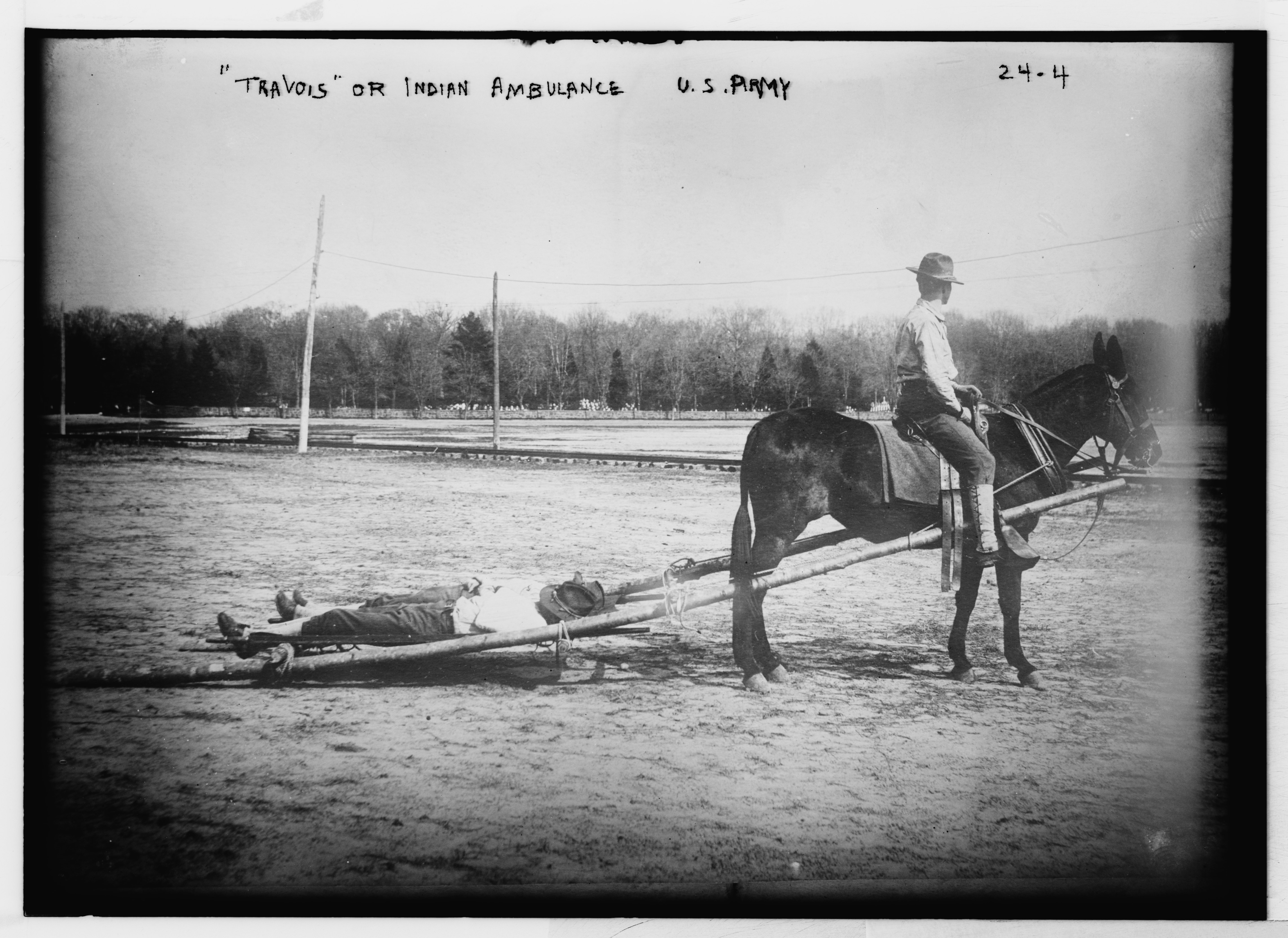
«عربة إسعاف» للجيش الأمريكي تجرها بغال وعربات ترافوا، تعود إلى أوائل القرن العشرين تقريبًا
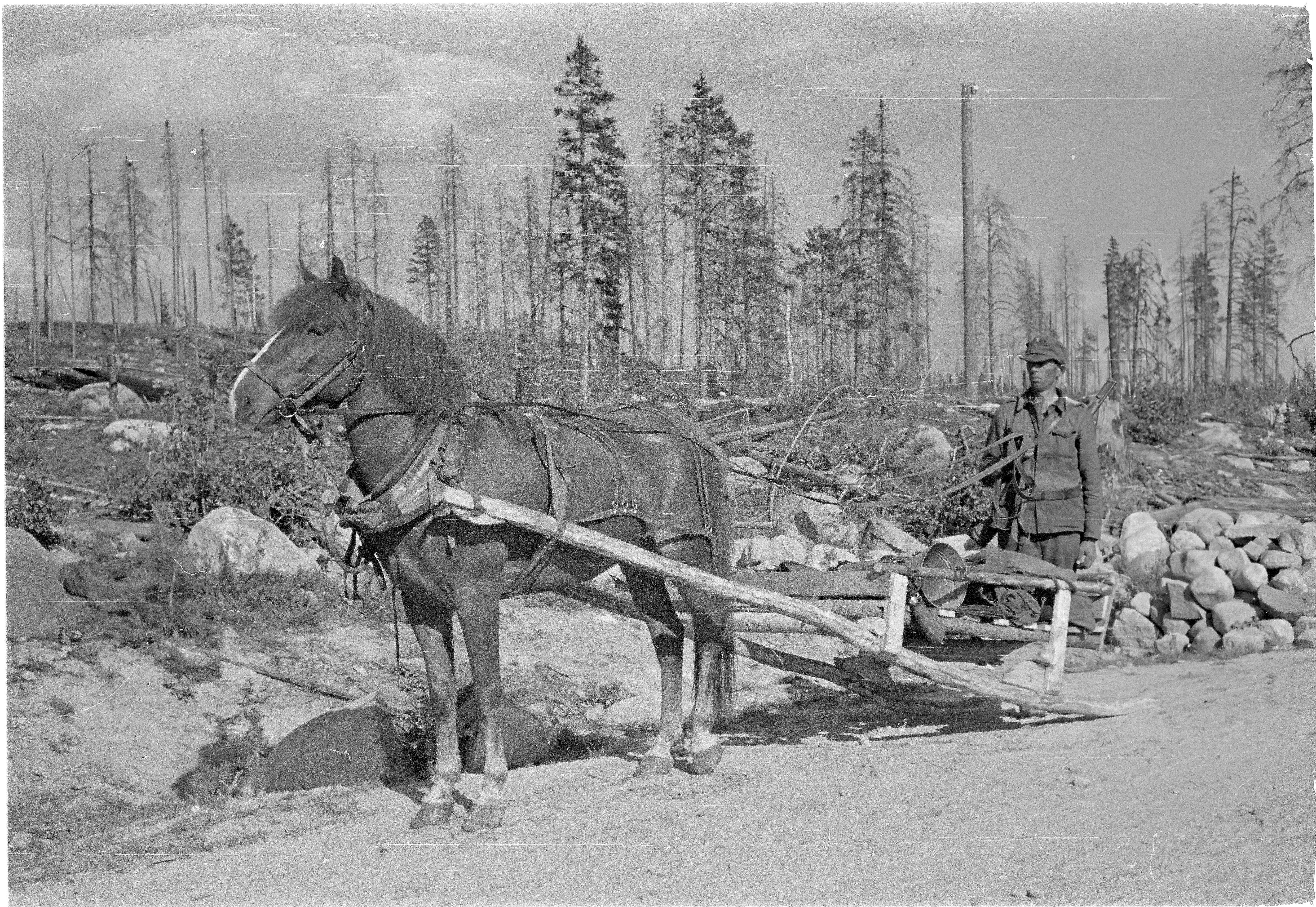
ترافوا لعامل، فنلندا 1941